# オラリ

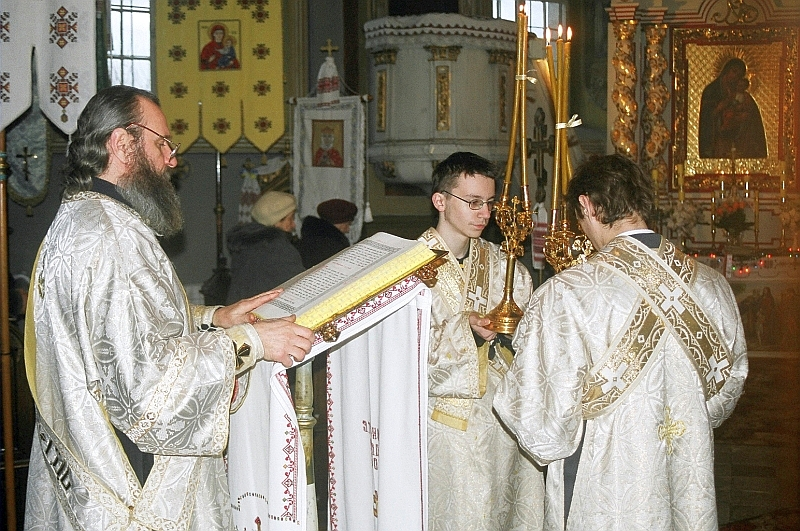
福音経を奉読する長輔祭。オラリを斜めにも掛けている。その前に、ディキリとトリキリを持つ副輔祭が二人居る。長輔祭も副輔祭もオラリを着用しているが、その着用の形状は異なっている。（サノクでの神現祭）

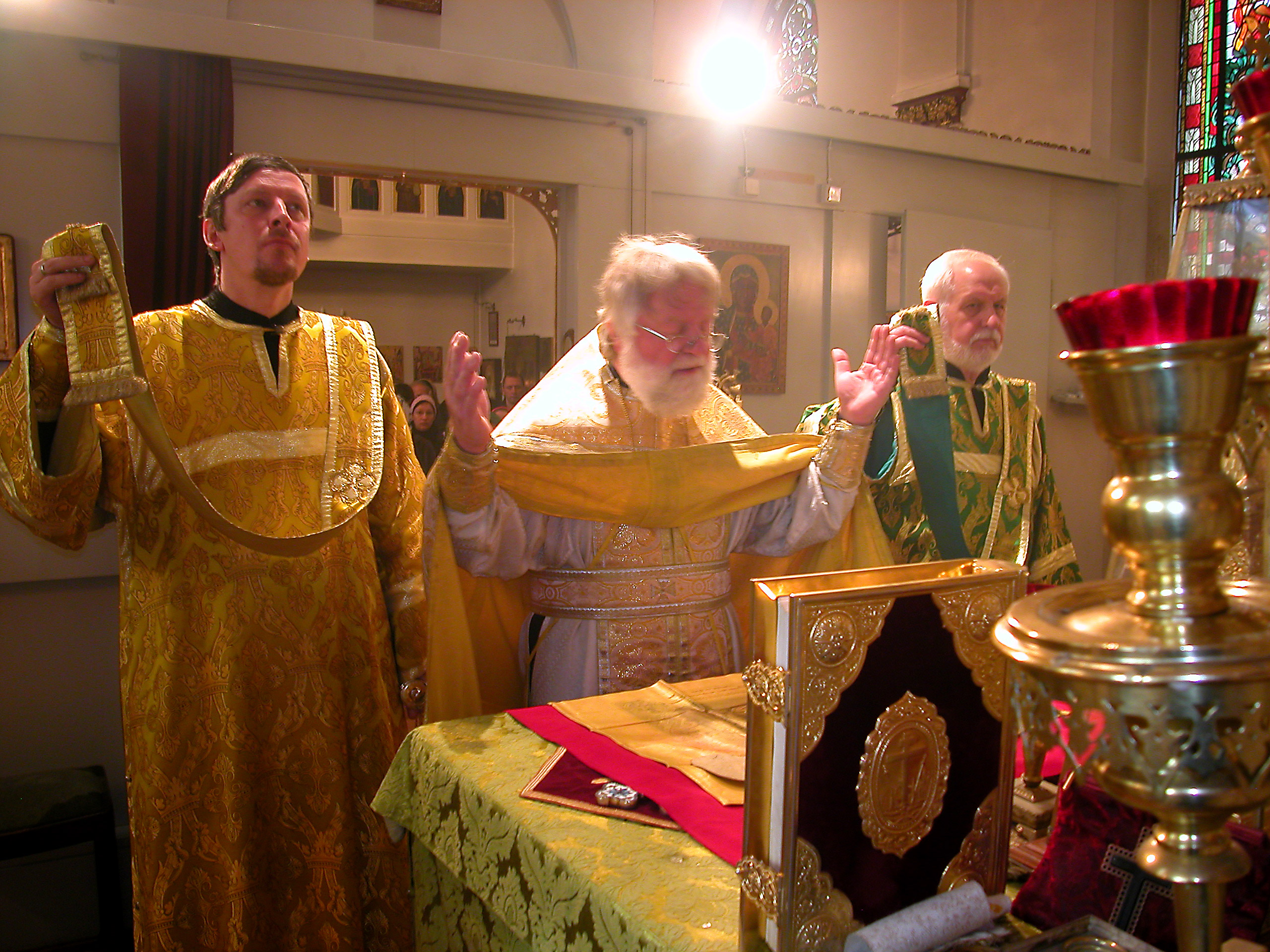
宝座の前で、長司祭の両脇でオラリを右手に持って祈る輔祭。（デュッセルドルフの生神女庇護教会）

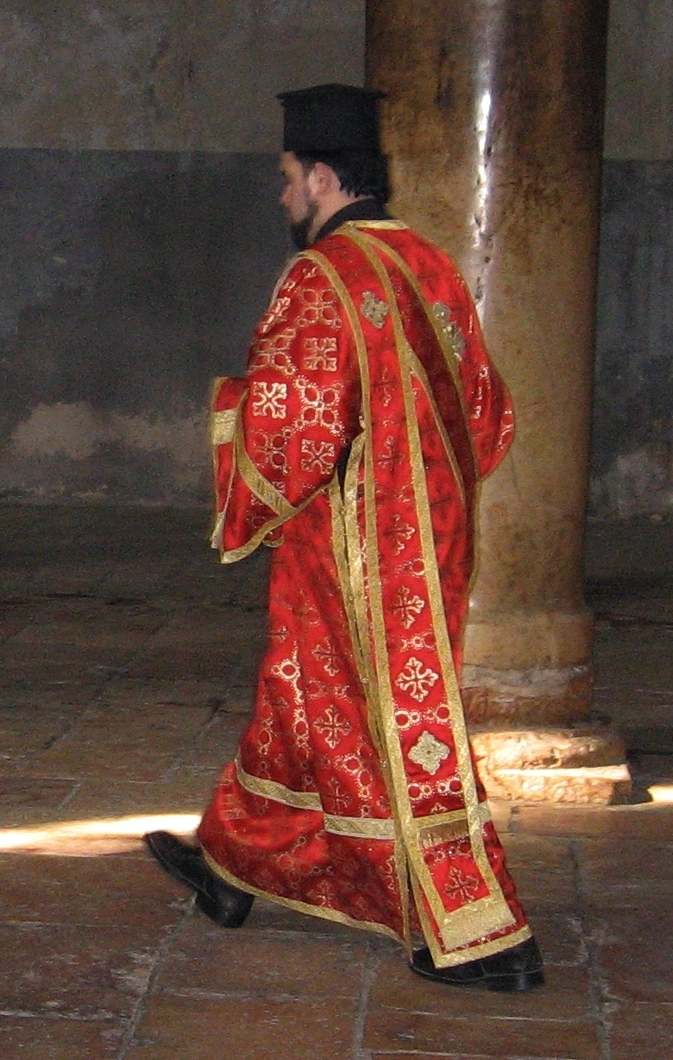
ベツレヘムの降誕教会の中を歩く、祭服を着用した状態のギリシャ正教会の輔祭の姿。ステハリ・オラリ・カミラフカを着用しているが、スラヴ系の正教会では、写真のようにオラリを二重に斜めにも巻きつけ、カミラフカをかぶる輔祭は一定の功績・年功を積んだ者に限られている。

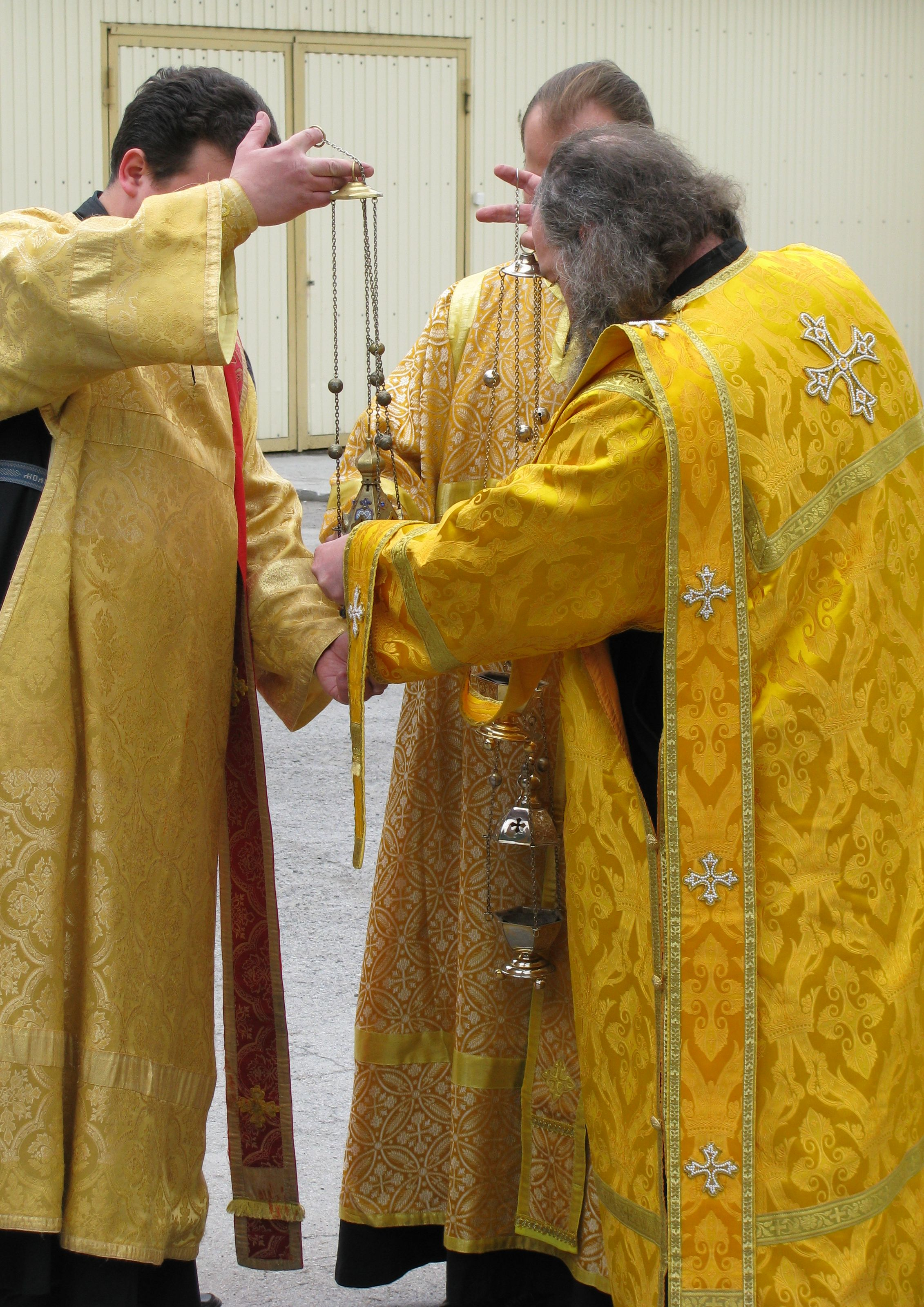
振り香炉を準備する三人の輔祭。ステハリ・オラリを着用している。

オラリ（ギリシア語: οράριο, ロシア語: орарь, 英語: orarion）は、奉神礼の際、輔祭・副輔祭がステハリの上に着用する帯であり、正教会の祭服。
輔祭が着用する時と、副輔祭が着用する時とで、着用の仕方が異なる。漢字表記では「大帯」「聖帯」がある。エピタラヒリはオラリの変形とされる。

## 形状
細いストールであり、ふつう10cmから12cmの幅、3.5mほどの長さ（大体身長の2倍ほど）があり、七つの十字が紋織りされるか縫い付けられ、場合によっては「聖、聖、聖」の三語が縫い付けられていることもある。輔祭はオラリを左肩から前腕に掛ける。連祷をしている間や、奉神礼の特定の動きに注意を促す時などに、しばしば右手でオラリを持つ。
ギリシャ系の伝統では、オラリはより長く、正面から後ろに掛ける際に一旦斜めに右腕の下を通して、左肩に掛ける。ロシア系の伝統では、この「ダブルオラリ」の形は年功を積んだ輔祭に与えられる。長輔祭・首輔祭も同様な長めのオラリを着用する。
領聖前には、輔祭はオラリを腰に巻き、両端を肩から正面にかけて（背中はX字型になる）、腰に巻いた部分に挟み込む。
副輔祭もオラリを着用する。しかし副輔祭は常に領聖前の輔祭のような形に、オラリを体に巻きつけている。幾つかの地域の教会では、稀に堂役がオラリを着用することを許される。ただしその着用の仕方は副輔祭と殆ど似ているが、両端はそのまま正面でX字に交差させずに、腰に巻いた帯に挟み込まれることが多い。

## 意義
語源であるギリシャ語の“オラリオン”は、「祈る。口で唱える」を意味する。
イザヤ書6:1-3にある天使セラフィムの翼を模しており、輔祭が天使のように神の傍らで奉仕する者である事を示している。オラリは祈りを通して神に働きかけるためのものと位置づけられる。オラリなしでは輔祭は聖務（公祈祷）に携わることは出来ない。
副輔祭のオラリは輔祭とは着用方法が異なっているが、これは司祭長としてのイイスス・ハリストス（イエス・キリスト）の両脇で翼をたたんで跪いている天使を象ったものであり、副輔祭が司祭長である主教を輔佐する者であることを反映している。